# James D. Richardson

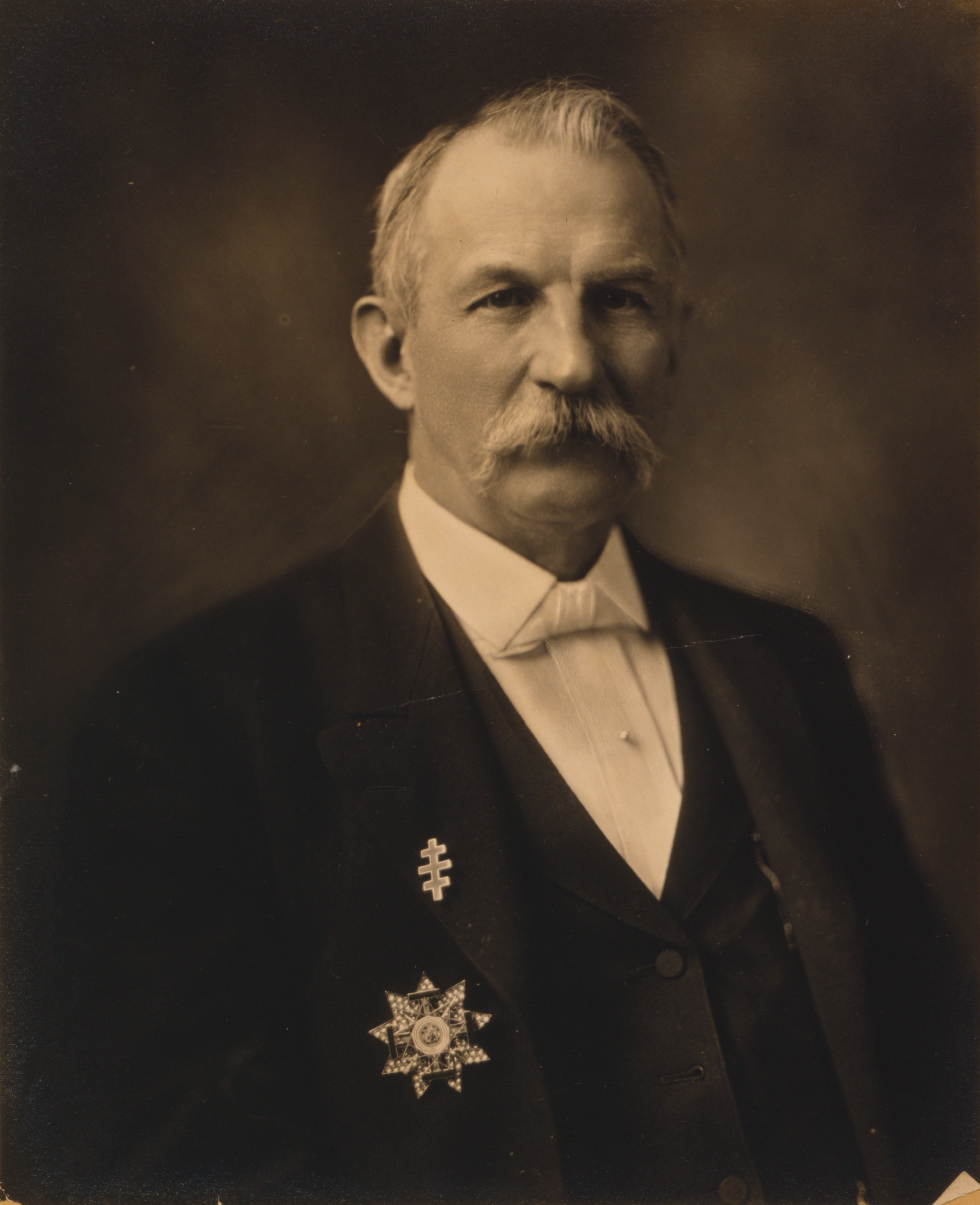
James D. Richardson

James Daniel Richardson (* 10. März 1843 im Rutherford County, Tennessee; † 24. Juli 1914 in Murfreesboro, Tennessee) war ein US-amerikanischer Politiker. Zwischen 1885 und 1905 vertrat er den Bundesstaat Tennessee im US-Repräsentantenhaus.

## Werdegang
James Richardson besuchte die öffentlichen Schulen seiner Heimat und das Franklin College in der Nähe von Nashville. Während des Bürgerkrieges diente er als Soldat in einer Infanterieeinheit aus Tennessee im Heer der Konföderation. Nach einem anschließenden Jurastudium und seiner Zulassung als Rechtsanwalt begann er ab 1867 in Murfreesboro in seinem neuen Beruf zu arbeiten. Gleichzeitig schlug er als Mitglied der Demokratischen Partei eine politische Laufbahn ein. Zwischen 1871 und 1873 saß er als Abgeordneter im Repräsentantenhaus von Tennessee; von 1873 bis 1875 gehörte er dem Staatssenat an. 1876, 1896 und 1900 war er Delegierter zu den jeweiligen Democratic National Conventions. Im Jahr 1900 fungierte er als Präsident dieses Parteitages. Richardson war auch Herausgeber einer Veröffentlichung mit dem Titel „Messages and Papers of the Presidents“.
Bei den Kongresswahlen des Jahres 1884 wurde Richardson im fünften Wahlbezirk von Tennessee in das US-Repräsentantenhaus in Washington, D.C. gewählt, wo er am 4. März 1885 die Nachfolge von Richard Warner antrat. Nach neun Wiederwahlen konnte er bis zum 3. März 1905 zehn Legislaturperioden im Kongress absolvieren. In diese Zeit fiel unter anderem der Spanisch-Amerikanische Krieg von 1898. Zwischen 1899 und 1903 war Richardson Fraktionsvorsitzender (Minority Leader) der Demokraten.
Nach seinem Ausscheiden aus dem US-Repräsentantenhaus ist James Richardson politisch nicht mehr in Erscheinung getreten. Er starb am 24. Juli 1914 in Murfreesboro, wo er auch beigesetzt wurde.